# کایلی ولکر
کایلی ولکر (به انگلیسی: Kylie Welker،  زادهٔ ۱۷ دسامبر ۲۰۰۳) یک کشتی‌گیر آزادکار اهل کشور ایالات متحده آمریکا است.
از افتخارات وی می‌توان به کسب مدال برنز قهرمانی کشتی جهان ۲۰۲۴ اشاره کرد.